# 루크 가벗
루크 새뮤얼 가벗(Luke Samuel Garbutt, 1993년 5월 21일 ~ )는 잉글랜드의 축구 선수이다. 레프트 백이며, 블랙풀에서 활약하고 있다.